# Dora Musielak
Dora Elia Musielak est une historienne des mathématiques, universitaire et biographe mexicaine-américaine. Elle est professeure adjointe de physique et d'ingénierie aérospatiale à l'université du Texas à Arlington et auteure de biographies de la mathématicienne française Sophie Germain. 

## Biographie
Dora Musielak obtient en 1978 une licence en génie aéronautique à l'Institut polytechnique national de Mexico dont elle est la première femme diplômée dans ce domaine,. Elle poursuit ses études à l'université du Tennessee, où elle obtient un master en 1980, puis à l'université de l'Alabama à Huntsville où elle passe son doctorat en 1994. 
Elle travaille pour Northrop Grumman, MSE Technology Applications et ATK Allied Techsystems Elle dirige le comité technique de propulsion respiratoire à haute vitesse de l'American Institute of Aeronautics and Astronautics de 2014 à 2016. Elle est professeure auxiliaire de génie mécanique et aérospatial à l'université du Texas à Arlington, et membre de la Mathematical Association of America.

## Activités éditoriales
Son premier ouvrage, intitulé, Sophie's Diary: A Mathematical Novel, est un roman biographique, inspiré de la vie de la mathématicienne Sophie Germain. Elle s'emploie à retracer dans cette fiction la vie qu'a pu mener cette mathématicienne, qui a traversé durant son adolescence les événements des années révolutionnaires entre 1789 et 1793 à Paris. La première édition publiée à compte d'auteure, est rééditée en 2012 par la Mathematical Association of America . 
Elle publie ensuite une biographie de Sophie Germain, intitulée Prime Mystery: The Life and Mathematics of Sophie Germain en 2015, dans laquelle elle retrace les recherches qu'elle a menées, ses déceptions, ses accomplissements, et les défis auxquels elle a été confrontée. Ses autres livres sont notamment Kuxan Suum: Path to the Center of the Universe (2009) et Euler Celestial Analysis: Introduction to Spacecraft Orbit Mechanics (2018).

## Publications

### Histoire des mathématiques
- (en) Sophie's Diary : A Mathematical Novel, Mathematical Association of America, 2012, 294 p. (ISBN 1496965027).
- (en) Prime Mystery : The Life and Mathematics of Sophie Germain, Authorhouse, 2015, 294 p. (ISBN 1496965027).

### Ouvrages scientifiques
- (en) Kuxan Suum : Path to the Center of the Universe, Authorhouse, 2009, 188 p. (ISBN 1438952899).
- (en) Euler Celestial Analysis : Introduction to Spacecraft Orbit Mechanics, Authorhouse, 2018, 258 p. (ISBN 1546231862).